# The Ills of Modern Man
Albums de Despised Icon
The Healing Process
(2005) Day of Mourning
(2009)
The Ills of Modern Man est le troisième album studio du groupe de Deathcore québécois Despised Icon. Cet album est sorti le 22 mai 2007 sous le label Century Media Records.
Deux titres provenant de cet album possèdent une vidéo musicale: In the Arms of Perdition et Furtive Monologue.
Les principaux thèmes de l'album sont les peurs humaines, les désillusions de la vie, les regrets et les inhibitions.
L'album a reçu globalement de bonnes critiques, de la part des critiques comme de celles des fans.

## Ventes de l'album
L'album a été vendu a plus de 2 000 exemplaires rien que la semaine de sa sortie. Il a atteint la 28e place au classement du Billboard Top Heatseekers.

## Composition
- Alex Erian - chant
- Steve Marois - chant
- Yannick St-Amand - guitare
- Eric Jarrin - guitare
- Sebastien Piché - basse
- Alex Pelletier - batterie

## Liste des morceaux
| 1.    | In the Arms of Perdition | 4:24 |
| 2.    | Furtive Monologue        | 3:22 |
| 3.    | Quarantine               | 4:07 |
| 4.    | The Ills of Modern Man   | 3:50 |
| 5.    | A Fractured Hand         | 4:35 |
| 6.    | Sheltered Reminiscence   | 3:12 |
| 7.    | Nameless                 | 3:01 |
| 8.    | Tears of the Blameless   | 4:06 |
| 9.    | Oval Shaped Incisions    | 4:02 |
| 10.   | Fainted Blue Ornaments   | 5:01 |
| 39:47 |                          |      |